# Грецов спој
Грецов спој, Грецов мост или диодни мост представља повезивање четири (или више код вишефазних система) диода или тиристора у колу на чијем се излазу добија напон истог поларитета без обзира какав је поларитет на улазу. Грецов спој се користи ce код исправљача за претварање наизменичне струје у једносмерну струју. Грецов спој омогућава пуноталасно исправљање наизменичног напона.
Грецов спој је добио име по свом проналазачу, физичару Леу Грецу.

## Принцип рада
Према конвенцији о току струје коју је увео још Бенџамин Френклин и коју данас користи већина инжењера, узима се да струја кроз проводник од позитивног ка негативном полу. У стварности, слободни електрони у проводнику се скоро увек крећу од негативног ка позитивном полу. Међутим, за већину примера у електротехници, потпуно је неважан смер тока струје. Објашњење доле следи Френклинову конвенцију.
У позитивној полупериоди, леви прикључак моста је на вишем потенцијалу од прикључка на десном крају моста, тј. напон (разлика потенцијала) гледан од левог прикључка ка десном је позитиван. Горња лева диода је директно поларисана, па проводи струју, док је доња лева диода инверзно поларисана, па не дозвољава протицање струје кроз њу. Горња десна диода је инверзно поларисана, па не дозвољава електронима пролаз кроз њу. Струја је принуђена да тече из прикључка означеног са „+“ и да се врати у Грецов спој кроз прикључак означен са „-“. Како је доња лева диода, инверзно поларисана, једини пут за струју је кроз доњу десну диоду назад у извор. 
У негативној полупериоди, леви прикључак моста је на нижем потенцијалу од прикључка на десном крају моста, тј. напон гледан од левог прикључка ка десном је негативан. Сад је горња десна диода директно поларисана, па проводи струју, док је доња десна диода инверзно поларисана, па не дозвољава протицање струје кроз њу. Горња лева диода је инверзно поларисана, па не дозвољава електронима пролаз кроз њу. Струја је опет принуђена да тече из прикључка означеног са „+“ и да се врати у Грецов спој кроз прикључак означен са „-“. Како сада је доња десна диода инверзно поларисана, једини пут за струју је кроз доњу леву диоду назад у извор. 
Струја у левој страни мреже наизменична, а у десном исправљена. У оба случаја (у и позитивној и у негативној полупериоди), горњи прикључак (означен са +) остаје на вишем потенцијалу, док онај доњи (означен са -) на нижем потенцијалу. Ово је тачно без обзира да ли је улаз (леви) крај наизменичан или једносмеран, па се ово коло не користи да се од наизменичног добије једносмерни напон, већ да се уведе заштита опреме од негативног поларитета, нпр када се батерије поставе наопачке или се обрне смер прикључака са једносмерног извора.
Пре него што су интегрисана кола била доступна, Грецов спој се правио од засебних диода. Од 1950их, Грецов спој је доступан у мањим појединачним кућиштима са четири прикључка за различите напонске и струјне нивое.

## Пеглање напона
За многе примене је пожељна употреба паралелног везаног кондензатора, јер је излазни напон, иако исправљен и даље пулсирајући.
Улога кондензатора је да смањи варијације излазног напона. Једно објашњење пеглања је да кондензатор за променљиву струју представља пут мање импедансе, чиме се смањује напон између два краја пријемника, односно струја кроз њега. Друго објашњење је да кондензатор служи да акумулира електричну енергију, коју ослобађа када опадне напон на његовима крајевима (а тиме и крајевима пријемника, пошто је у питању паралелна веза). Ослобођена енергија протиче кроз пријемник, чиме се надокнађује опадање напона.